# Teofil Kwiatkowski

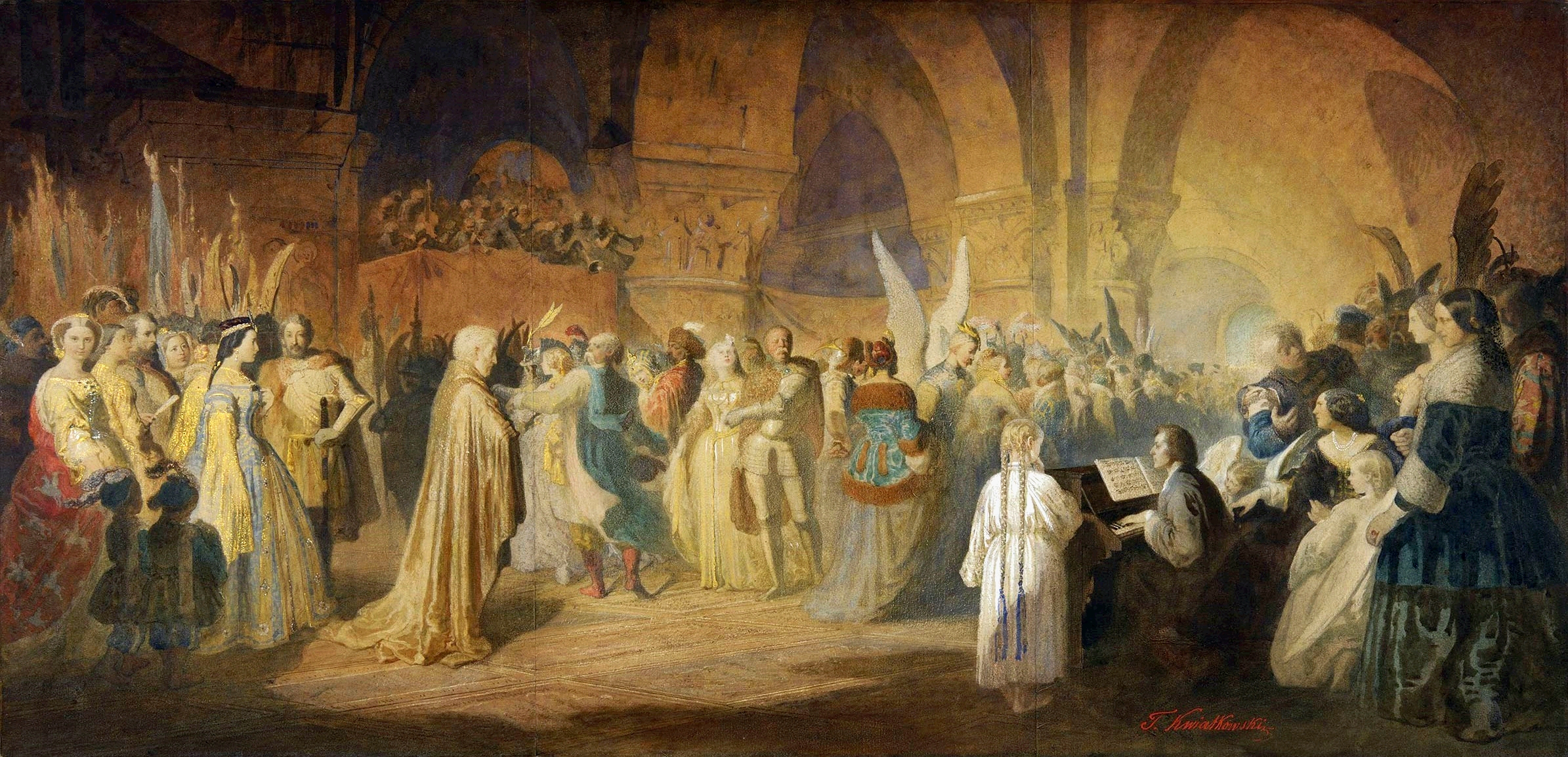
Chopenova polonéza

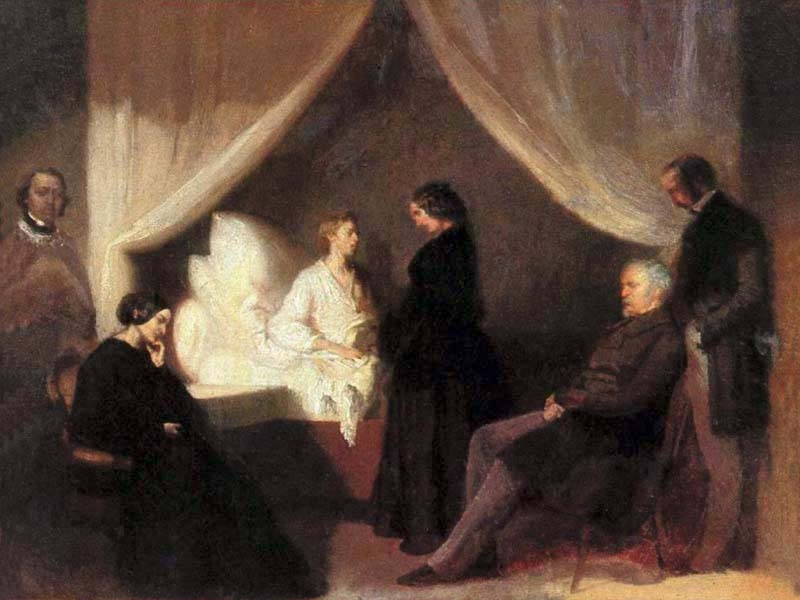
Chopin na smrtelném loži, 1849

Teofil Antoni Jaxa Kwiatkowski (21. února 1809, Pułtusk – 14. srpen 1891, Avallon) byl polský malíř období romantismu.

## Životopis
V letech 1825-30 studoval u Antoniego Brodowského a Antoniho Blanka ve Varšavě. Účastnil se listopadového povstání a po jeho potlačení odešel do emigrace do Francie. S touto zemí zůstal spojen celý život. Nejdříve pobýval v Avignonu a poté se přestěhoval do Paříže, kde pokračoval ve studiu malířství u Leona Cognieta. Na jeho tvorbu měli velký vliv Ary Scheffer, Ingres, Couture a Delacroix. Přátelil se s Mickiewiczem a Chopinem, kterého měl ve zvláštní oblibě a maloval fantazijní ilustrační obrázky k jeho múzickým dílům. Zachytil také atmosféru posledních chvil skladatele.
Tvořil pastely, akvarely i miniatury. Maloval francouzskou krajinu, portréty i alegorické výjevy. Na jeho obrazech je patrný cit pro barvu.

## Hlavní díla
- Rozbitkowie (1846)
- Chopinova polonéza – ples v Hotelu Lambert v Paříži (1849-1860 několik verzí), Poznaň)
- Poslední chvíle Chopina (1850)
- Chopin u klavíru (asi 1847)
- Zábava polských rolníků (1861)
- portréty Chopina a dalších polských emigrantů ve Francii